# Cauto e acuto da Ravenna a Roma via Rimini
Cauto e acuto da Ravenna a Roma via Rimini è il quarto album in studio del cantautore italiano Max Arduini, pubblicato il giorno 11 ottobre 2011. Il disco è stato registrato e arrangiato a Roma dal 10 al 14 luglio 2011 presso Coffee Studio con Valdimiro Buzi e Francesco Caprara. Nel disco è presente la canzone La settima casa vincitrice del premio regione Emilia-Romagna e premio MEI.
L'album partecipa con successo alla Giornata nazionale della Musica contro la mafia a Potenza il 19 marzo e il 13 maggio come ospite al Salone internazionale del libro di Torino.

## Tracce
Testi e musiche di Max Arduini
1. Dove mi porta l'istinto – 3:29
2. La settima casa – 4:15
3. Lucifero rem – 3:25
4. Colpo smarrito – 4:38
5. ...Che proprio in via D'Amelio – 3:03
6. La rivalona – 3:24
7. Notte romagnola – 4:14
8. La coltivazione del bullone – 4:10
9. In qualche giorno – 4:20
10. Canto una Thunderbird ferita – 3:33
11. Il missile laureato – 3:55
12. È Ravenna (inedito) – 5:53

## Formazione
- Max Arduini - voce, cori, pianoforte
- Valdimiro Buzi - mandolino, tastiere, pianoforte, arrangiamenti, mixaggi e programmazione
- Francesco Caprara - mixing e direzione studio

## Singoli
- Colpo smarrito